# 独立 (確率論)
確率論における独立（どくりつ、英: independent）とは、2つの事象が何れも起こる確率がそれぞれの確率の積に等しいことをいう。一方の事象が起こったことが分かっても、他方の事象の確率が変化しないことを意味する。
この「独立」の概念は、2個以上の事象、2個以上の確率変数、2個以上の試行に対して定義される。
2つの確率変数が独立であるとは、「ある確率変数の値が一定範囲に入る事象」と「別の確率変数の値が別の一定範囲に入る事象」が、考えられるどのような「一定範囲」（「考えられる」とは通常ボレル集合族を指す）を定めても事象として独立であることをいう。2つの確率変数が独立である場合は、一方の変数が値をとっても、他方の変数の確率分布が変化しないことを意味する。
確率論における独立は、他の分野における独立性の概念と区別する意味で、確率論的独立（かくりつろんてきどくりつ、英: stochastic independence）あるいは統計的独立（とうけいてきどくりつ、英: statistical independence）などとも呼ばれる。

## 定義

### 事象の独立
独立を定義するのに最も基本となるのは、事象の独立である。2つの事象 A と B が独立であるとは
{\displaystyle P(A\cap B)=P(A)P(B)}
が成り立つことである。ここで、左辺の A ∩ B は事象 A と B が何れも起こる事象（積事象）を表し、たとえば P(A) は事象 A の確率を表す。事象 A と B が独立であることを記号 A ⫫ B で表すこともある。もし、P(B) ≠ 0 であれば、条件付き確率 P(A | B) ≔ P(A ∩ B)/P(B) を用いて定義式を
{\displaystyle P(A\mid B)=P(A)}
と書き換えることもできる。これは事象 A と B が独立であるとは、事象 B が起こることが事象 A の確率に一切の影響を与えないことを意味する。上の定義は P(B) = 0 のときにも対応しているので、通常は上の定義を用いる。事象が独立でないことを従属という。
一般に、（有限とは限らない）事象の族 {Aλ} が独立であるとは、その部分有限族 { Aλ1, Aλ2,..., Aλn} に対して
{\displaystyle P(A_{\lambda _{1}}\cap A_{\lambda _{2}}\cap \dotsb \cap A_{\lambda _{n}})=P(A_{\lambda _{1}})P(A_{\lambda _{2}})\dotsm P(A_{\lambda _{n}})}　
が成立することをいう。

### 確率変数の独立
まず基本となる、2つの確率変数が独立であることの定義を述べる。2つの確率変数 X と Y が独立であるとは、任意の実数 a, b に対して
{\displaystyle P(X<a,Y<b)=P(X<a)P(Y<b)}
が成り立つことである。つまり、確率変数の同時累積分布関数が周辺累積分布関数の積に分解されるとき、独立であるという。確率変数 X と Y が独立であることを記号 X ⫫ Y で表すこともある。
一般に、（共通の確率空間上の実）確率変数の族 { Xλ  |  λ ∈ Λ} が独立であるとは、任意の実数 aλ に対して、事象の族
{\displaystyle {\bigl \{}\{\,X_{\lambda }<a_{\lambda }\}\mathrel {\big |} \lambda \in \Lambda \,{\bigr \}}}
が独立であることをいう。つまり、任意の実数 aλ と添字集合 Λ の任意の有限部分族 {λ1, …, λn} に対して
{\displaystyle P(X_{\lambda _{1}}<a_{\lambda _{1}},X_{\lambda _{2}}<a_{\lambda _{2}},\dotsc ,X_{\lambda _{n}}<a_{\lambda _{n}})=P(X_{\lambda _{1}}<a_{\lambda _{2}})P(X_{\lambda _{2}}<a_{\lambda _{1}})\dotsm P(X_{\lambda _{n}}<a_{\lambda _{n}})}
が成り立つことをいう。

### 完全加法族の独立
完全加法族の場合は、完全加法族の族 {Fλ} が独立であるとは、その任意の有限部分族
{\displaystyle \{{\mathcal {F}}_{\lambda _{1}},{\mathcal {F}}_{\lambda _{2}},\dotsc ,{\mathcal {F}}_{\lambda _{n}}\}}
に対して、
{\displaystyle P(A_{1}\cap A_{2}\cap \dotsb \cap A_{n})=P(A_{1})P(A_{2})\dotsm P(A_{n}),\quad {}^{\forall }A_{1}\in {\mathcal {F}}_{\lambda _{1}},{}^{\forall }A_{2}\in {\mathcal {F}}_{\lambda _{2}},\dotsc ,{}^{\forall }A_{n}\in {\mathcal {F}}_{\lambda _{n}}}
が成立することをいう。事象 A に対しては事象の生成する完全加法族 σ(A) とし、確率変数 X に対しては確率変数の生成する完全加法族 σ(X) とすると、完全加法族による定義は上に挙げた事象のまた確率変数の定義と一致する。またこれら3種類の対象の混ざった独立性も定義できる。

### 日本産業規格
日本産業規格では、「確率変数 X と Y が独立であるための必要十分条件は，その同時分布関数が，F(x, y) = F(x, ∞) ⋅ F(∞, y) = G(x) ⋅ H(y) と表されることである。ただし，G(x) = F(x, ∞) 及び H(y) = F(∞, y) は，それぞれ X 及び Y の周辺分布関数である。」と定義している 。

## 定理
独立性を満たす場合に成立する定理や、独立性の十分条件の代表例を挙げる。
2つの確率変数 X と Y が互いに独立である場合
- 関数 f と g に対して、f(X) と g(Y) も独立になる。
- 積と期待値は可換である。つまり

{\displaystyle E[XY]=E[X]E[Y]}
- 同時累積分布関数と同時確率密度関数が積に分かれる

{\displaystyle F_{X,Y}(x,y)=F_{X}(x)F_{Y}(y),\quad f_{X,Y}(x,y)=f_{X}(x)f_{Y}(y)}
- 和と分散は可換である。つまり

{\displaystyle V(X+Y)=V(X)+V(Y)}
次を満たすとき確率変数 X と Y は独立になる。
- 任意の有界関数 f と g に対して

{\displaystyle E[f(X)g(Y)]=E[f(X)]E[g(Y)]}
- 特性関数が積に分かれる

{\displaystyle E[\exp(i(\xi X+\eta Y))]=E[\exp(i\xi X)]E[\exp(i\eta Y)]}

## 独立性の検定
独立性を判断するには、独立性を仮定した上で対象の振る舞いを調べ、独立性を仮定したことによる矛盾が引き出せるかどうかを確認する必要がある。独立性（あるいは従属性）を判別する手段として分割表を用いた独立性の検定がある。独立性の検定に用いられる手法には例えばカイ二乗検定などがある。独立性の検定によって2つの事象の間の従属性を判断することができるが、独立であるかどうか積極的に決定することは難しい。